# Mantellodon carpenteri
Mantellodon carpenteri es la única especie conocida del género extinto Mantellodon ("diente de Gideon Mantell") de dinosaurio ornitópodo estiracosterno que vivió a mediados del período durante el Aptiense entre 125 a 120 millones de años en lo que es hioy Europa. El espécimen holotipo es NHMUK R3741 consistente en un esqueleto parcial asociado.

## Descripción

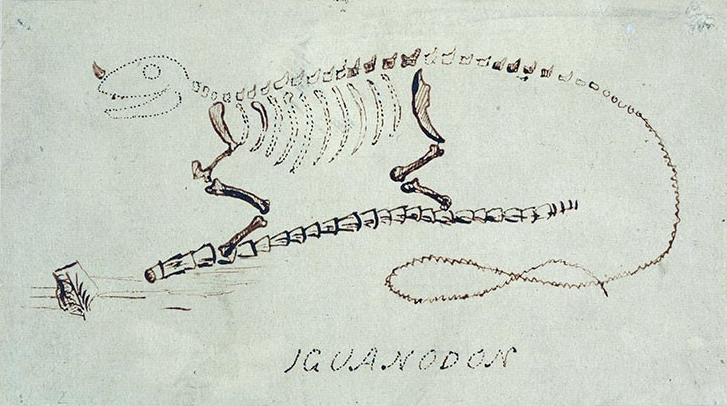
Recreación de Mantell de "Iguanodon" basada en los restos de Maidstone de Mantellodon

Gregory S. Paul en 2012 proveyó una breve diagnosis para Mantellodon. De acuerdo con Paul el dentario, el hueso frontal de la mandíbula, es recto. Un alargado diastema se encuentra entre el pico y la fila de dientes. El dentario es poco profundo bajo el diastema y más alto bajo los dientes. Los primeros dientes eran los más pequeños. De acuerdo con Paul el brazo es muy robusto. El olecranón del cúbito está bien desarrollado. Algunos de los huesos carpales son muy grandes. Los metacarpianos son bastante alargados. La púa del pulgar, la garra del primer dedo, es enorme.
Norman en 2013 consideró que la descripción de Paul de Mantellodon es inadecuada y completamente incorrecta, afirmando que no hay un dentario con su dentadura preservado en el espécimen holotipo, así como los elementos preservados de la pata delantera "son gráciles, los carpianos no están preservados, los metacarpianos son alargados y delgados y no se preservó la púa del pulgar". Norman consideró que el espécimen holotipo de Mantellodon carpenteri es referible a la especie Mantellisaurus atherfieldensis.

## Descubrimiento e investigación
El espécimen tipo de M. carpenteri fue descubierto en una cantera en Maidstone, Kent, Inglaterra, en 1834, en la zona inferior de la Formación Lower Greensand, el cual fue pronto adquirido por el médico Gideon Mantell. Él lo identificó como de un Iguanodon basándose en sus dientes distintivos. La losa de Maidstone fue utilizada en las primeras reconstrucciones del esqueleto y las recreaciones artísticas de Iguanodon, pero debido a su estado incompleto Mantell cometió algunos errores, siendo el más famosos de estos colocar lo que él pensó que era un cuerno sobre la nariz. El descubrimiento de mejores especímenes en años posteriores revelaron que el cuerno en realidad era un hueso modificado del pulgar. Aún encajado en la roca, el esqueleto de Maidstone se encuentra en exhibición en el Museo de Historia Natural de Londres. El municipio de Maidstone conmemoró este hallazgo al añadir a un Iguanodon como un tenante de su escudo de armas en 1949. Este espécimen ha estado vinculado con el nombre I. mantelli, una especie nombrada en 1832 por Christian Erich Hermann von Meyer en lugar de I. anglicus, pero en realidad proviene de una formación geológica diferente de la del material original de I. mantelli/I. anglicus. El espécimen de Maidstone, también conocido como la "pieza de Mantell", y anteriormente catalogado como NHMUK 3741 fue más tarde excluido del género Iguanodon. Fue clasificado como cf. Mantellisaurus por McDonald (2012); y cf. Mantellisaurus atherfieldensis por Norman en 2012 y luego convertido en el holotipo de la especie separada Mantellodon carpenteri por Gregory S. Paul en 2012.

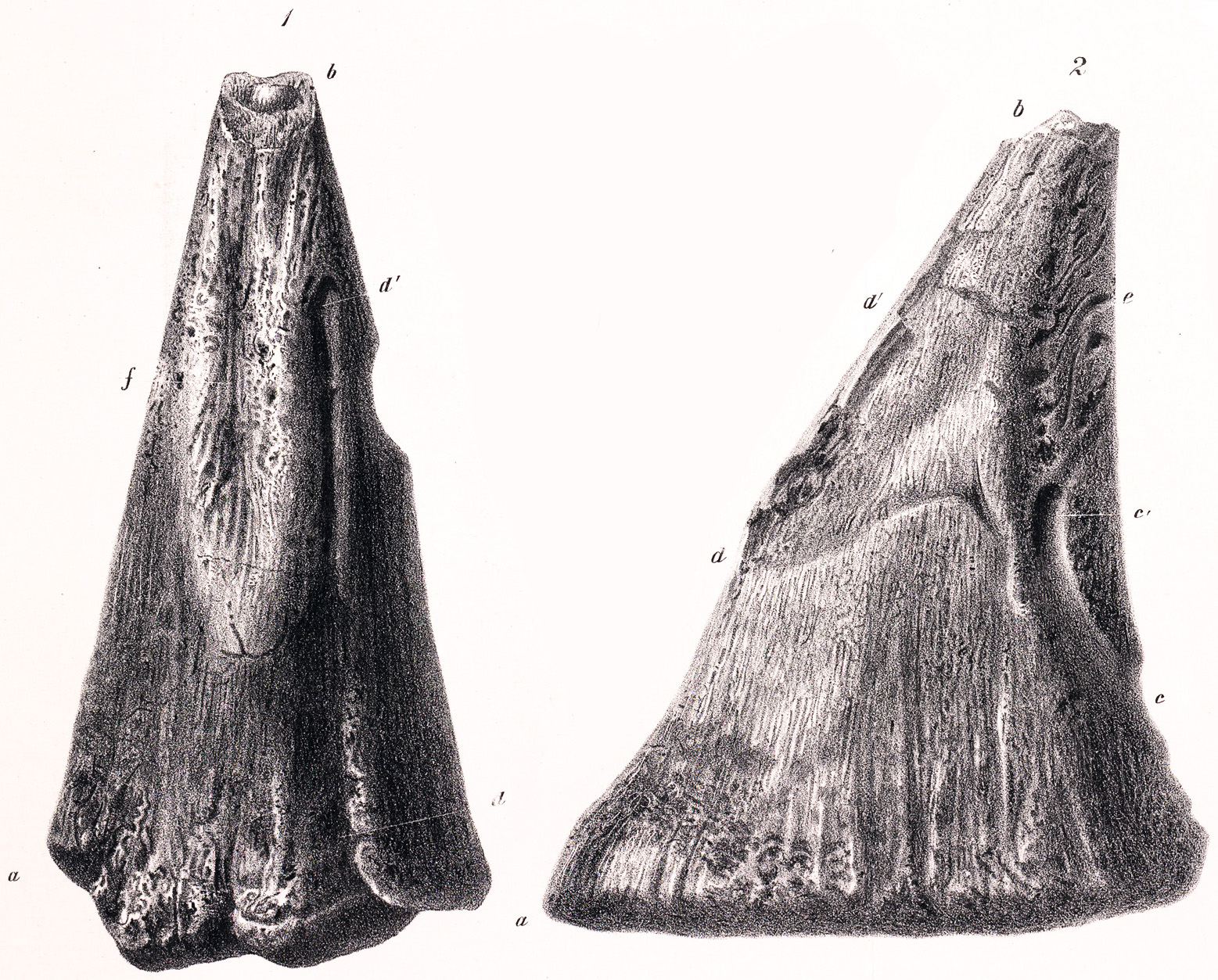
La púa del pulgar original de Mantellodon referida como el 'cuerno de Iguanodon por Gideon Mantell

En 1849, unos años antes de su muerte en 1852, Mantell se dio cuenta de que Mantellodon no era animal pesado, parecido a un paquidermo, como Richard Owen había sugerido anteriormente, sino que tenía miembros delanteros delgados; sin embargo,su fallecimiento impidió que participara en la creación de las esculturas de dinosaurios del Palacio de Cristal, por lo que la visión de Owen de los dinosaurios fue la que predominó en el público por décadas. Con el trabajo del artista Benjamin Waterhouse Hawkins, él realizó casi dos docenas de esculturas de tamaño real de varios animales prehistóricos construidos en concreto esculpido sobre un armazón de ladrillo y acero; se incluyeron dos Mantellodon, uno de pie y otro descansando sobre su vientre. Antes de que la escultura del Mantellodon de pie fuera completada, él hizo un banquete para veinte personas dentro de este.

## Clasificación
Mantellodon es un miembro básico de la Iguanodontia . Paul no realizó un análisis cladistico de la colocación filogenética, pero publicaciones anteriores han sabido que considera tales formas como parte de una serie de ramas sucesivas del árbol genealógico, no como una rama o clado separado. Mantellodon, dadas las características preservadas, según lo estudiado por Carpenter, tendría una posición bastante derivada.